# Sindrome di De Toni-Fanconi-Debré
La sindrome di Fanconi, altrimenti chiamata sindrome di De Toni-Fanconi-Debré, dai nomi dei medici suoi scopritori, è una patologia renale metabolica.

## Epidemiologia
La maggiore incidenza si riscontra durante il periodo della crescita.

## Fisiopatologia
La patologia si presenta con un alterato trasporto di sostanze quali aminoacidi, monosaccaridi, sodio, potassio, fosforo, calcio, bicarbonato, acido urico, proteine, attraverso il tubulo contorto prossimale del nefrone.
In base al difetto di riassorbimento osservato si distinguono diversi sottotipi di questa patologia.

## Eziologia
Le cause possono essere ereditarie oppure acquisite.
Nelle forme ereditarie il paziente frequentemente soffre di altre patologie a trasmissione genetica come la cistinosi, particolarmente frequente nei bambini, la malattia di Wilson, la sindrome di Lowe (X-linked), la tirosinemia di tipo 1, la galattosemia, glicogenosi, il deficit di fruttosio-1,6-difosfatasi e la malattia di Dent (X-linked).
Nelle forme acquisite la sindrome di Fanconi si può presentare come risultato di neoplasie maligne, come il mieloma multiplo, o patologie benigne ma con aumentato rischio evolutivo, come la MGUS.
Anche l'intossicazione da farmaci (es. tetracicline, o antiretrovirali nella terapia per l'HIV) o da metalli pesanti o carenza di vitamina D possono causare questa sindrome, così come alcuni disturbi autoimmuni.

## Sintomi
La patologia si può presentare con il seguente corredo di reperti laboratoristici e sintomi:
- Poliuria, polidpsia e e disidratazione
- Ritardo nella crescita nel bambino
- Acidosi
- Ipokaliemia
- Ipercloremia
- Ipofosfatemia con iperfosfaturia
- Glicosuria
- Protenuria con aminoaciduria
- Iperuricosuria.

L'aumentata escrezione di questi ioni può portare a crampi muscolari specie notturni, calcoli renali, a dolori ossei e aumento della fratture ossee, con rachitismo nei bambini e osteomalacia negli adulti.